# Uh! Oh! (Glasser-Terry-Harris-Album)
Uh! Oh! ist ein Jazzalbum von Dave Glasser, Clark Terry und Barry Harris. Die 1999 in den Nola Recording Studios, New York City, entstandenen Aufnahmen erschienen 2000 bei Nagel-Heyer Records.

## Hintergrund
Die Projektband des Altsaxophonisten/Komponisten Dave Glasser (* 1962) mit den beiden Jazzveteranen Clark Terry (1920–2015) und Barry Harris (1929–2021) wurde von dem Bassisten Peter Washington und dem Schlagzeuger Curtis Boyd ergänzt. Glasser war zu dieser Zeit ein regelmäßiges Mitglied des Clark-Terry-Quintet und hat mit George Benson, Monty Alexander und dem Count Basie Orchestra zusammengearbeitet. Zu den Gästen der Aufnahmesession gehörten der Posaunist Benny Powell, der Tenorsaxophonist Frank Wess und der Trompeter Roy Hargrove. Glasser schrieb acht der 13 Stücke; das weitere Material bestand aus Kompositionen von Billy Strayhorn, Duke Ellington, Hoagy Carmichael und Thelonious Monk.
Auf mehreren Titeln spielen alle beteiligten Bläser, so auf Strayhorns „The Intimacy of the Blues“, Ellingtons „Blue Rose“, der nach „A Foggy Day“ stilisierten Glasser-Komposition „FNH“ und in Count Basies „Jumpin’ at the Woodside“. Hargrove spielt mit Glasser und der Rhythmusgruppe in „Bye-Yard“ (das sich vermutlich auf Jaki Byard bezieht) und Glassers Ballade „Charise“.

## Titelliste
- Dave Glasser, Clark Terry, Barry Harris – Uh! Oh! (Nagel-Heyer Records 2003)[1]

1. Uh! Oh! (Glasser) 7:10
2. Bye-yard (Glasser) 4:44
3. A Touch of Kin (Glasser) 6:14
4. Intimacy of the Blues (Billy Strayhorn) 6:05
5. Blue Rose (Duke Ellington) 5:07
6. Charise (Glasser) 4:22
7. 52nd Street Theme (Thelonious Monk) 3:51
8. FNH (Glasser) 5:15
9. The Nearness of You (Hoagy Carmichael) 4:35
10. CT (Glasser) 5:27
11. Tranquility (Glasser) 5:10
12. Powell’s Prance (Glasser) 5:15
13. Jumpin’ at the Woodside (Count Basie) 3:03

## Rezeption

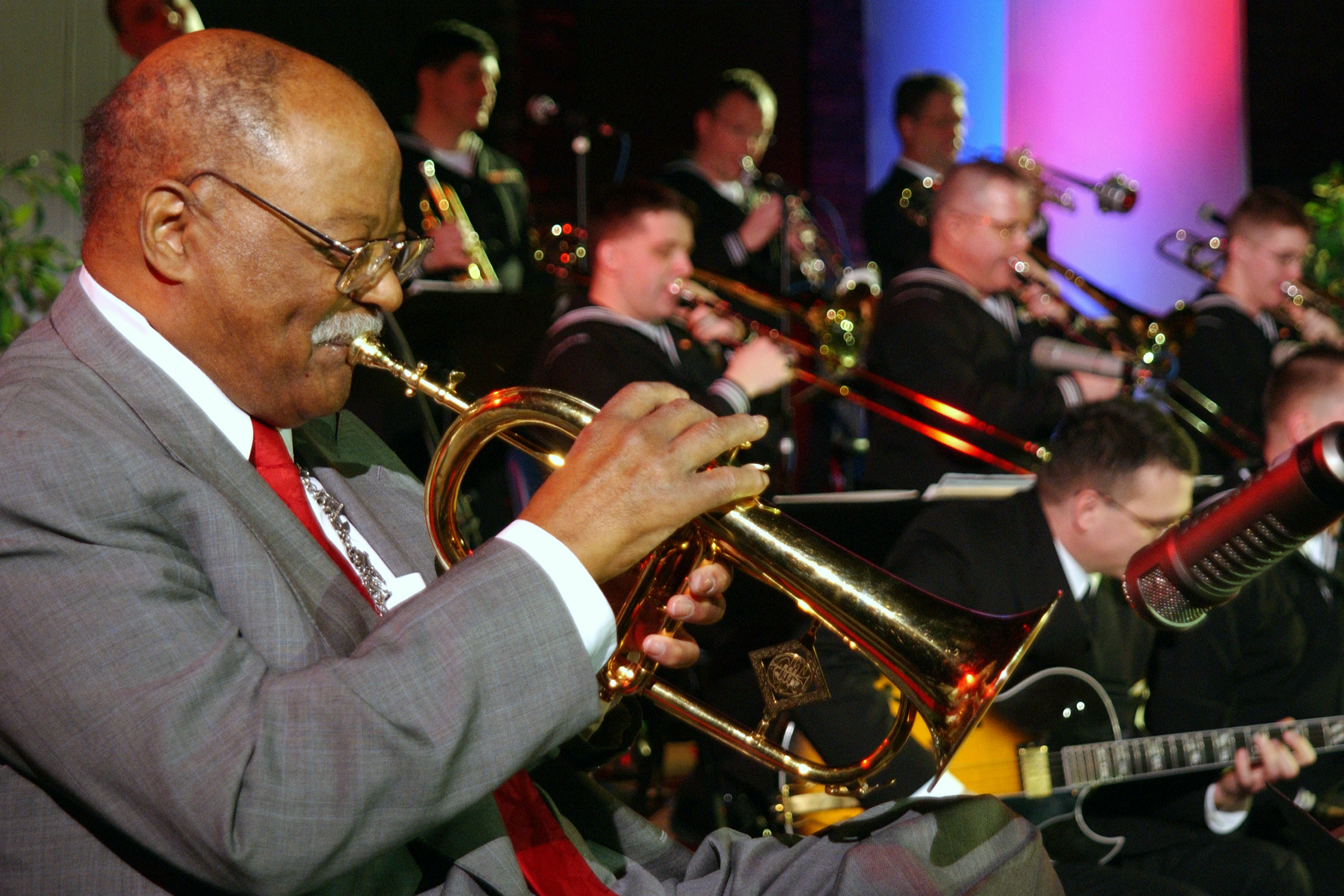
Clark Terry als Gastsolist 2002 mit dem Great Lakes Navy Band Jazz Ensemble

„Dies ist eine Aufnahme, die so lange Bestand haben wird, wie es Hörer gibt, für die die Lebenskraft des Jazz essentiell für ihr eigenes Leben ist“, schrieb Nat Hentoff in den Liner Notes.
Michael G. Nastos verlieh dem Album in Allmusic viereinhalb Sterne und schrieb, dies sei eine ausgezeichnete Gruppierung von erstklassigen Jazzmusikern, die sich zusammengefunden haben, um großartige Musik zu spielen, und sie hätten dabei in fast jeder Hinsicht Erfolg. Diws sei auch ein großartiger Erfolg für Glasser und eine weitere Erinnerung daran, wie wunderbar Clark Terry und Barry Harris weiterhin spielen. Das Album sei sehr empfehlenswert, so das Resümee des Autors.
Nach Ansicht von Dave Nathan, der das Album in All About Jazz rezensierte, zeige Co-Leader Dave Glasser ein hohes Maß an Flexibilität auf seinem Altsaxophon und zeige sich versiert in Genres und Stilen wie Smooth Jazz, Swing, Bop und Post-Bop. Es gebe viel Abwechslung auf diesem Album.